# Sterker
Die Sterker, auch Sterker von Wohlsbach waren ein Adelsgeschlecht im nördlichen Franken im frühen Hochmittelalter. Sie waren Burggrafen von Meißen und im Coburger Land reich begütert.

Wappen der Burggrafen von Meißen

## Geschichte
Die Familie Sterker war im 12. Jahrhundert reich mit Allodien im Reichsland um Coburg ausgestattet. Zu ihren Besitzungen zählten die Lauterburg bei Oberwohlsbach, die Burg Schaumburg bei Schalkau und Fechheim beim heutigen Neustadt bei Coburg. Außerdem hatten die Sterker die Vogtei über die Bambergische Cent Gestungshausen und über das Kloster Aura inne. In einer Urkunde aus dem Jahr 1122 übertrug Bischof Otto von Bamberg Graf Sterker die Vogtei über das von Gerwig und Konrad von Wildberg erworbene Gestungshausen. Im Auftrag des Reiches übten die Sterker die Burggrafschaft über Meißen aus. Deshalb wurden sie für die direkten Vorfahren der Meinheringer gehalten, die dieses Amt ab Ende des 12. Jahrhunderts ausübten. Tatsächlich ist deren Abstammung aber ungewiss.
Hermann Sterker (oder Starckeri), Burggraf von Meißen, gründete 1149 das Benediktinerkloster zu Mönchröden, heute Rödental, und dotierte es mit einer Anzahl von Dörfern und Gütern in der näheren Umgebung. In der Schenkungsurkunde sind die Weiler Plesten, Mürschnitz, Brüx, Weimersdorf, Bertelsdorf, Weidach, Wasungen, Walbur, Esbach und andere aufgeführt, die alle dem Geschlecht der Sterker zuzuordnen waren. Ein Neffe des Burggrafen Sterker wird zur gleichen Zeit als Hermann Graf von Wolveswach genannt, dessen Stammburg im Ort gleichen Namens, heute Oberwohlsbach, vermutet wird. Der heute aus dem Ortsbild verschwundene Wolfsturm mag ein letzter Rest dieser Stammburg gewesen sein.
Die Lauterburg war ein Lehen der Grafen von Henneberg. Der Wolveswach-Zweig der Sterker scheint mit Graf Hermann nach 1177 ausgestorben. Der umfangreiche Allodialbesitz der Sterker fiel an das Hochstift Würzburg, kam von diesem zum Herzogtum Meranien und wurde schließlich 1260 Graf Hermann I. von Henneberg zugesprochen.

## Stammliste
N.N.
- Sterker I., Graf (auch Starkhare, Sterchere, Starchri, Storkerus) bezeugt 1054 – 1072
  - Hermann de Rotina, bezeugt 1108
    - Sterker II., Graf (auch Sterkaar, Starker), bezeugt 1120 – 1144
      - Hermann, Graf de Wolfeswac, de scowenberg, bezeugt 1149 – 1182

    - Hermann, Burggraf von Meißen, bezeugt 1143 – 1171, ⚭ Richlindis